# Nicas ivju audze
Nicas ivju audze este o arie protejată (arie specială de conservare — SAC, sit de importanță comunitară — SCI, arie de protecție specială avifaunistică — SPA) din Letonia întinsă pe o suprafață de 104,74 ha, integral pe uscat.

## Localizare
Centrul sitului Nicas ivju audze este situat la coordonatele 56°17′59″N 21°11′43″E / 56.2997°N 21.1953°E.

## Înființare
Situl Nicas ivju audze a fost declarat arie de protecție specială avifaunistică în decembrie 2002 pentru a proteja 6 specii de animale. Alte tipuri de protecție:
- sit de importanță comunitară (în mai 2004)
- arie specială de conservare (în mai 2004)[1][3][4]

## Biodiversitate
Situată în ecoregiunea boreală, aria protejată conține 6 habitate naturale: Pajiști cu Molinia pe soluri calcaroase, turboase sau argilos-nămoloase (Molinion caeruleae), Izvoare fino-scandinave și mlaștini produse de izvoare bogate în minerale, Mlaștini alcaline, Păduri caducifoliate bătrâne naturale hemiboreale fino-scandinave (Quercus, Tilia, Acer, Fraxinus sau Ulmus) bogate în specii epifite, Păduri caducifoliate de mlaștină fino-scandinave, Păduri aluvionare cu Alnus glutinosa și Fraxinus excelsior (Alno-Padion, Alnion incanae, Salicion albae).
La baza desemnării sitului se află mai multe specii protejate de  păsări (6): pescăruș albastru (Alcedo atthis), cocoșul de mesteacăn (Bonasa bonasia), ciocănitoare neagră (Dryocopus martius), muscar (Ficedula parva), sfrâncioc roșiatic (Lanius collurio), ciocănitoare verzuie (Picus canus)
Pe lângă speciile protejate, pe teritoriul sitului au mai fost identificate 25 de specii de plante, 1 specie de păsări, 4 specii de nevertebrate.